# Phaeapate
Phaeapate is een kevergeslacht uit de familie van de boktorren (Cerambycidae). De wetenschappelijke naam van het geslacht werd voor het eerst geldig gepubliceerd in 1865 door Pascoe.

## Soorten
Phaeapate is monotypisch en omvat slechts de volgende soort:
- Phaeapate albula Pascoe, 1865